# Romano Sion
Romano Sion (Paramaribo, 9 de juny de 1971) és un exfutbolista neerlandès nascut a Surinam, que ocupava la posició de davanter.
Va jugar en nombrosos equips del seu país. A banda d'una breu estada pel Millwall anglès, també va disputar les competicions espanyola, amb la SD Compostela sobretot, i la portuguesa.

## Clubs
- 1987-88 AFC Ajax
- 1987-88 Milwall FC 1 / 0
- 1988-89 HFC Haarlem 4 / 1
- 1989-90 HFC Haarlem 6 / 0
- 1990-91 HFC Haarlem 27 / 5
- 1990-91 SVV/Dordrecht'90 21 / 6
- 1991-92 SVV/Dordrecht'90 11 / 2
- 1992-93 SVV/Dordrecht'90 10 / 2
- 1993-94 RBC Roosendaal 24 / 8
- 1994-95 FC Groningen 25 / 10
- 1995-96 FC Groningen 27 / 8
- 1996-97 FC Emmen 27 / 10
- 1996-97 FC Groningen 15 / 2
- 1997-98 FC Emmen 13 / 6
- 1997-98 SD Compostela 16 / 6
- 1998-99 SD Compostela 29 / 9
- 1999-00 SD Compostela 11 / 3
- 2000-01 SD Compostela 14 / 1
- 2000-01 Vitória Guimarães 12 / 5
- 2001-02 Vitória Guimarães 6 / 2
- 2002-03 Rio Ave FC 12 / 4
- 2003-04 Universidad de Las Palmas CF 2 / 0
- 2004-05 WKE